# Sárhida
Sárhida [šárhida] je obec v Maďarsku v župě Zala, spadající pod okres Zalaegerszeg. Nachází se na území Zalské pahorkatiny, asi 9 km jižně od Zalaegerszegu a asi 222 km jihozápadně od Budapešti. V roce 2023 zde žilo 715 obyvatel.
V obci se nachází kostel svatých Andělů Strážných a hřbitov. Východní částí Sárhidy prochází vedlejší silnice 7410, východně od Sárhidy prochází hlavní silnice 74. Rovněž se zde nachází železniční stanice. Východně od obce protéká potok Felső-Válicka.
Severně od Sárhidy se nachází fotovoltaická elektrárna.

## Sousední obce
| Růžice kompasu |         | Bocfölde | Csatár  | Růžice kompasu |
| Růžice kompasu |         | Sever    | Pölöske | Růžice kompasu |
| Růžice kompasu | Sárhida |          | Pölöske | Růžice kompasu |
| Růžice kompasu | Jih     |          | Pölöske | Růžice kompasu |
| Růžice kompasu | Bak     |          |         | Růžice kompasu |